# Nochnoy Huligan
Nochnoy Huligan är ett album från 2003 av den ryske popartisten Dima Bilan.

## Låtlista
1. Nochnoj khuligan
2. Zvezdochka moya yasnaya
3. Malysh
4. Ya tak lyublyu tebya
5. SMS
6. Girlfriend
7. Ya oshibsya, ya popal...
8. Iyun'skij dozhd'
9. Dorogaya
10. Bum
11. Polnaya luna
12. Ty byla vsegda takoj
13. Kapel'ka krovi
14. Ya zhdu tebya
15. Ty, tol'ko ty
16. Besserdechnaya
17. V poslednij raz
18. Ostanovite muzyku
19. Temnaya noch'